# Deuteronomos illineata
Deuteronomos illineata är en fjärilsart som beskrevs av Barend J. Lempke 1970. Deuteronomos illineata ingår i släktet Deuteronomos och familjen mätare. Inga underarter finns listade i Catalogue of Life.